# Горадіз (станція)
Гораді́з — залізнична станція в однойменному місті в Фюзулінському районі Азербайджану. Обслуговується південним напрямком азербайджанської залізниці. На сьогоднішній день фактично є кінцевою станцією на лінії від станції Османли-Нові, бо рух, припинений під час Карабаського конфлікту, на ділянці Джульфа — Горадіз після закінчення конфлікту не відновлений.